# Måndagarna med Fanny
Måndagarna med Fanny är en roman av den svenske författaren Per Gunnar Evander, utgiven 1974 på Albert Bonniers förlag. Den har därefter utkommit i flera nyutgåvor och översatts till flera språk.
Romanen handlar om den 42-årige lagerarbetaren Robert Erikson som varje måndag besöker sin svårt sjuka far Hilding på en lungklinik. Vid ett av besöken träffar Robert sjuksköterskan Fanny. De två inleder en relation som emellertid är problematisk då Robert är gift.
Boken filmatiserades 1977 som Måndagarna med Fanny i regi av Lars Lennart Forsberg. Måndagarna med Fanny är en av titlarna i boken Tusen svenska klassiker (2009).

## Utgåvor
- Evander, Per Gunnar (1974). Måndagarna med Fanny: roman. Stockholm: Bonnier. Libris 7144337. ISBN 91-0-039327-4
- Evander, Per Gunnar (1976). Måndagarna med Fanny. Delfinserien, 0346-6574 ; 526 ([Ny utg.], 2. uppl.). Stockholm: Aldus. Libris 7144876. ISBN 91-0-040678-3
- Evander, Per Gunnar (1979). Måndagarna med Fanny: roman ([Ny utg.]). Stockholm: Litteraturfrämjandet. Libris 206301
- Evander, Per Gunnar (1980) (på norska). Mandagene med Fanny. Oslo: Aschehoug. Libris 7171792. ISBN 82-03-10347-2
- Evander, Per Gunnar (1982) (på estniska). Esmaspäevad Fannyga. Nüüdisromaan. Tallinn: Eesti Raamat. Libris 354468
- Evander, Per Gunnar (1982) (på slovenska). Ponedeljki s Fanny: roman. Murska Sobota: Pomurska založba. Libris 395348
- Evander, Per Gunnar (1985). Måndagarna med Fanny: roman. Legenda pocket, 99-0500049-6 ([Ny utg.]). Stockholm: Legenda. Libris 7437752. ISBN 91-582-0758-9
- Evander, Per Gunnar (2005). Måndagarna med Fanny. Enskede: TPB. Libris 12610657
- Evander, Per Gunnar (2012). Måndagarna med Fanny: roman ([Ny utg.]). Stockholm: Bonnier. Libris 13742962. ISBN 978-91-0-100127-7
- Evander, Per Gunnar (2012). Måndagarna med Fanny. Albert Bonniers Förlag. Libris 13593121. ISBN 978-91-0-012855-5